# Fair Play for Cuba Committee
Le Fair Play for Cuba Committee (FPCC) est une organisation militante visant à soutenir la révolution cubaine contre les attaques du gouvernement fédéral des États-Unis. Le groupe prend forme à New York en avril 1960 sous l'impulsion de l'auteur Robert Taber (en),,.

## Histoire
Alors que la révolution cubaine menée par Fidel Castro prend officiellement une tangente marxiste et entame des expropriations et des nationalisations, le FPCC vise à offrir un soutien populaire au mouvement. Le FPCC s'oppose à la tentative d'invasion du débarquement de la baie des Cochons en avril 1961, s'oppose à l'imposition d'un embargo des États-Unis contre Cuba et adopte une position de soutien envers Cuba lors de la crise des missiles d'octobre 1962. L'organisation et ses membres sont placés sous la surveillance du FBI.
Des branches du FPCC sont créées à divers endroits aux États-Unis et au Canada,.
Dès décembre 1963, suivant l'assassinat de John F. Kennedy en novembre la même années, le Fair Play for Cuba Committee est dissous et les enquêtes du FBI cessent en 1964.

## Membres et supporteurs
- James Baldwin
- Jack Barnes (en)
- Carleton Beals (en)
- Simone de Beauvoir
- Truman Capote
- Robert Garland Colodny (en)
- Cedric Cox
- Farrell Dobbs
- Lawrence Ferlinghetti
- Waldo Frank
- Richard Thomas Gibson (13 May 1931—?)[8],[9]
- Allen Ginsberg
- Richard Greeman (en)
- Joseph Hansen
- Donald S. Harrington (en)
- Calvin Hicks (en)
- James Higgins
- Vincent T. Lee
- Norman Mailer
- Alexander Meiklejohn (en)[10]
- Charles Wright Mills
- Wendy Nakashima
- Harvey O'Connor (en)
- Lee Harvey Oswald
- Linus Pauling[10]
- Nanette Rainone (en)
- Jake Rosen
- Alan Sagner (en)
- Jean-Paul Sartre
- Pat Schulz (en)
- Ed Shaw (en)
- Marion Stokes
- Isador Feinstein Stone
- Paul Sweezy
- Robert Taber (en)
- Kenneth Tynan (en)
- Willard Uphaus (en)
- Bert Wainer
- Howard Wallace
- Robert F. Williams
- William Appleman Williams
- William Worthy[4]
- Thomas Arthur Vallee
- Victor Thomas Vicente (FBI, informateur)[11]

## Liens
- (en) George E. Rennar Papers. 1933–1972. 37.43 cubic feet. At the Labor Archives of Washington, University of Washington Libraries Special Collections. Documents au sujet du Fair Play for Cuba Committee.